# Machimus inutilis
Machimus inutilis là một loài ruồi trong họ Asilidae. Machimus inutilis được Bromley miêu tả năm 1935. Loài này phân bố ở miền Ấn Độ - Mã Lai.